# Joy James
Joy A. James (* 1958) ist eine US-amerikanische Philosophin und Ebenezer Fitch Professor of Humanities am Williams College in Williamstown (Massachusetts). Sie ist eine Verfechterin des Schwarzen Feminismus und des kriminologischen Abolitionismus.

## Werdegang
James legte 1980 das Bachelor-Examen an der texanischen St. Mary's University (San Antonio) ab. 1982 folgte das Master-Examen (Fach: International Politics) an der Fordham University in New York City, wo sie 1987 zur Ph.D. promoviert wurde (Fach: Politische Philosophie). Während eines Postdoktorandenstipendiums an der University of California, Santa Cruz arbeitete sie mit Angela Davis zusammen.
Nach einer Tätigkeit als Dozentin an der University of Massachusetts Amherst von 1990 bis 1996 war sie bis 2000 Associate Professor an der University of Colorado Boulder, wo sie 1998 auch Direktorin des Center for the Study of Race and Ethnicity in America war. 1999 war sie außerdem Gastwissenschaftlerin am Institute for Research in African-American Studies an der Columbia University. Von 2000 bis 2005 war sie Full-Professor für Africana studies an der Brown-University. Dann wechselte sie auf die Ebenezer Fitch Professor of Humanities am Williams College.

## Positionen
Schon früh war James aufgefallen, dass die Schriften weißer Feministinnen aus der Mittelschicht nicht zu ihrer Lebenserfahrung als schwarze, alleinerziehende Mutter passten. Auch andere kritische Theorien blendeten Teile der Realität aus. So entwickle Michel Foucault in seinem Buch Überwachen und Strafen eine historische Perspektive, in der die (westliche) Gegenwart letztendlich als frei von „Martern“ erscheine, ohne dabei deren Kontinuität an den indigenen Bevölkerungen in den Kolonien auf dem afrikanischen und amerikanischen Kontinent zu berücksichtigen.

## Schriften (Auswahl)

### Monographien
- New Bones Abolition. Captive Maternal Agency and the (After)life of Erica Garner. Common Notions, New York 2023, ISBN 978-1-942173-74-8.
- In Pursuit Of Revolutionary Love. Precarity, Power, Communities. Divided Publishing, Brüssel/London 2023, ISBN 978-1-7398431-0-6.
- Seeking the beloved community. A feminist race reader. State University of New York Press, Albany 2013, ISBN 978-1-4384-4633-2.
- Shadowboxing. Representations of black feminist politics. St. Martin's Press, New York 1999, ISBN 0-312-22070-7.
- Transcending the talented tenth. Black leaders and American intellectuals. Routledge, New York 1997, ISBN 0-415-91762-X.
- Resisting state violence. Radicalism, gender, and race in U.S. culture. University of Minnesota Press, Minneapolis 1996, ISBN 0-8166-2812-2 (mit einem Vorwort von Angela Davis).

### Herausgeberschaften
- Warfare in the American homeland. Policing and prison in a penal democracy. Duke University Press, Durham 2007, ISBN 978-0-8223-3909-0.
- The new abolitionists: (neo) slave narratives and contemporary prison writings. State University of New York Press, Albany 2005, ISBN 0-7914-6486-5.
- Imprisoned intellectuals. America's political prisoners write on life, liberation, and rebellion. Rowman & Littlefield, Lanham 2003, ISBN 0-7425-2026-9.
- States of confinement. Policing, detention and prisons.  St. Martin's Press, New York 2000, ISBN 0-312-21777-3.
- Mit Tracey Denean Sharpley-Whiting: The Black feminist reader. Blackwell, Malden 2000, ISBN 0-631-21007-5.
- The Angela Y. Davis reader. Blackwell, Malden 1998, ISBN 0-631-20360-5.

### Deutschsprachiger Buchbeitrag
- Foucaults Schweigen vom Speptakel rassistischer staatlicher Gewalt. In: Daniel Loick und Vanessa E. Thompson (Hrsg.), Abolitionismus. Ein Reader. Suhrkamp, Berlin 2022, ISBN 978-3-518-29964-7, S. 160–188 (Übersetzt von Marvin Ester).